# Araneus tijuca
Araneus tijuca là một loài nhện trong họ Araneidae.
Loài này thuộc chi Araneus. Araneus tijuca được Herbert Walter Levi miêu tả năm 1991.